# Stadga om rikets borgerskaps trolovningar, bröllop, barnadop och begravningar, samt klädedräkter
Stadga om rikets borgerskaps trolovningar, bröllop, barnadop och begravningar, samt klädedräkter var en stadga för borgarståndet som undertecknades av drottning Hedvig Eleonora i egenskap av förmyndrare för Karl XI den 5 oktober 1664.
Stadgan riktar sig till rikets borgarstånd, och författades samtidigt som liknande stagor för adelsståndet och prästeståndet. Lagen syftar till att skapa seder och regler vid sakramentala riter och andra kyrkliga högtider.

## Innehåll
Ingressen fastslår att stort missbruk skett vid gästabud och samkväm. Detta har lett till mångens fattigdom och till att många fick befara Guds vrede och straff. Därför måste excesser avskaffas och förbjudas, med denna stadga. 
1. Det är förbjudet med hödtidliga gästabud och samkväm vid trolovningar. Bara de närmaste anhöriga får bjudas. Högst två eller tre vittnen är nödvändiga.
2. Det är inte tillåtet med högtidliga beridningar med ledsagare i staden eller från sitt hem på landet, vid bröllop. Vid bröllop får inte hållas gästabud eller badstugugång.
3. Eventuellt arvskifte efter tidigare äktenskap måste vara färdigt innan lysning kan ske.
4. Söndag är sabbatsdag och då får inte bröllop hållas.
5. Brudar får inte utsmycka sig överflödigt. Var och en ska klä sig efter sitt stånd, inte efter brudsätans förmågor. Första gradens rangordning är borgmästare och rådmän eller magistrat. Andra graden är andra förnäma borgare eller andra som räknas som dessas vederlikar. Barn av första graden kan bära några diamanter och pärlor vid bröllop, och kläder i sidentyg, men de ska vara allvarsamt klädda. Också brudkronan kan ha några ädelstenar. Andra klassen kan klä sig som förra bara de kan urskiljas från magistratet. Tredje graden utgörs av övriga borgare eller deras vederlikar. Dessa bör klä sig enklare, utan diamanter eller pärlor i tyget, utan får nöja sig med kläder med guld. Brudkronan ska vara måttligt dekorerad. Fjärde graden utgörs av borgarnas tjänstefolk eller dessas vederlikar. Fjärde graden ska vara ännu mera gemenligare klädda, och inte ha brudkrona. Beryktade personer och brudpar som varit i lägersmål med varandra innan de gifter sig, ska inte vara beprydda vid sina bröllop.
6. Om borgare står för tjänstefolkets bröllop, får dessa inte vara lika med dennes barns, utan ska vara enligt personens eget stånd.
7. Bröllopsgästernas antal ska inte övergå brudparets stånd. Högst 14 par får bjudas, inbegripet musikanter, betjänter och officianter. Det är berömligt att bjuda färre och skänka pengarna till behövande.
8. Om någon är genstörtig och dristar sig att förmena eller fördriva gästerna, ska denne straffas enligt stadens lagar.
9. Man ska inte belasta brudhuset med drängar, pigor och pojkar, inte ens adeln ska ha större uppvaktning än nödvändigt. Böter utgår efter varje onödig person.
10. Också gällande maten ska man ta hänsyn till graderna. Första och andra graden får ha två anrättningar om borden är avlånga, allvarsamt upplagda, samt konfekt och frukt, såväl inlagd som färsk, men ingen marsipan. Tredje graden får ha en anrättning av måttliga rätter, ingen annan konfekt än bakelse, samt inhemsk, oinlagd frukt. Fjärde graden ska ha mat som anstår dem, utan bekostning och prål, och utan konfekt.
11. Den som är av första graden får pryda brudhuset med tapeter, silver och sidentyg på väggar och som himlar i taket, ha silverljuskronor, silverljusstakar, och annan sirat, men bara om personen äger det själv. Annars får man nöja sig med tenn, och bör helst hyra för ändamålet inrättade och publika hus av magistraten. Personer av andra graden får nöja sig med måttligare sirat. Den tredje graden bör inte ha så ornerat. Fjärde graden bör inte ha ornerade brudhus alls.
12. Vid alla bröllop ska man ha gott, svenskt öl. Hellre än utländskt öl ska man bjuda på vin. Vid tjänstepigors och drängars bröllop ska bjudas på svenskt öl och brännvin. Om brudfolket är av medelmåttigt stånd kan bjudas på främmande öl eller bara brännvin. Om tjänstefolket är av förnämt stånd kan det bjudas vin, men helst spanskt eller franskt.
13. Det kan vara svårt att ingruppera somliga i graderna ovan, en del är satta att befalla över brudparet. Kronans tjänare, personer vid kollegier, tar värde och ställe efter presidenten vid sitt kollegium. Kronans övriga tjänares villkor bestäms av landshövdingen. Är han av borgarestånd dependere då av överståthållares, guvernörens eller landshövdingens med borgmästare och råds utsago.
14. Om bröllop sker vid någon helgdag, får den inte störa gudstjänsten.
15. Bröllopsgåvor är onödigt. Om brudparet är fattigt kan de ställa fram en skål på bordet där gästerna kan lägga så mycket gåvor som de vill. Brud och brudgum får heller inte ge släkt och vänner gåvor.
16. Ingen får dansa vid bröllopsmiddagen, innan maten är upplagd och tacksägelsebönen gjord.
17. Ungkarlar får inte bli druckna i brudhuset.
18. Musikanter får inte ta mer än fyra riksdaler i taxa.
19. Om antalet musikanter. Hänvisning till Ordning för musikant eller speleman.
20. Det är förbjudet med gästabud hemma.
21. Faddrar ska inte ge faddergåva.
22. Vid barnadop får bara faddrarna och barnmorskan bjudas. Om dopet dörrättas i hemmet kan faddrarna trakteras, men utan överflöd och i enlighet med deras grader.
23. Ingen excess med dopkläderna.
24. När kyrkogång sker ska inte hustruarna följa med, endast "tvenne af näste släkt eller vänner". De får trakteras med ringa vin och bakelse.
25. Om seder för barnsängskvinnor.
26. Om bekostningar och seder vid jordfärder och begravningar.
27. Om lit de parade.
28. Om att vid sådana tillfällen som ovan alltid tänka på de fattiga, kyrkor, skolor och hospital.
29. Om klädedräkter i gemen. Alla främmande mönster och mönster som inte hör till ens stånd eller grad, är förbjudna.
30. Personer från andra länder som vant sig vid andra klädedräkter, får förbli i sina vanliga manéer. Men den som i barndomen burit svensk dräkt ska så fortsätta göra, så länge som den blir kvar i samma stånd.
31. Alla böter som denna stadga inbringar, ska skiftas mellan fattiga och hospitel, och staden/häradet och åklagaren.
32. I sådana här mål är överståthållaren, borgmästaren och rådet tillsammans, guvernör och landshövding, domare.